# Sylvain Astruc
Pour les articles homonymes, voir Astruc.

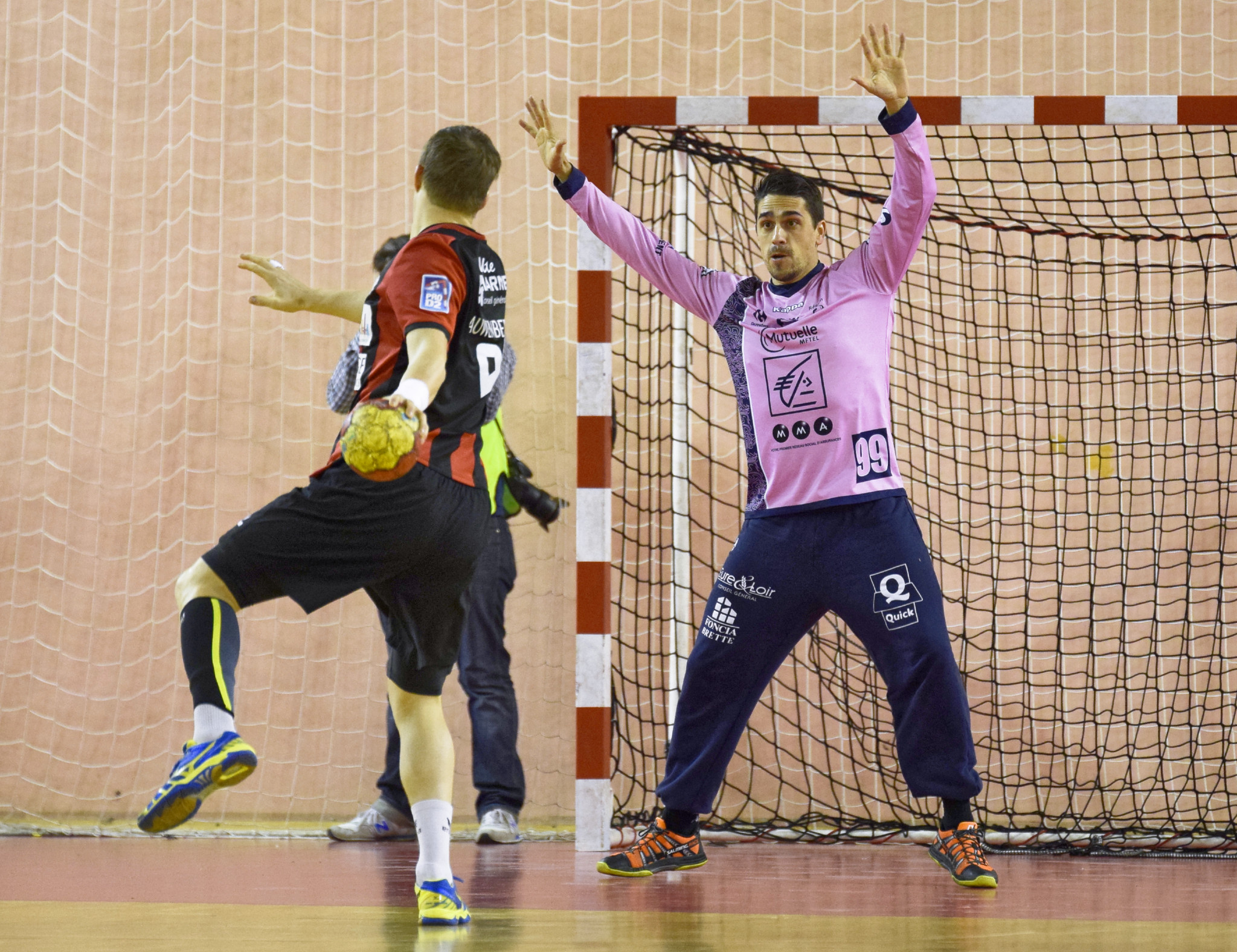
Face à Thomas Cauwenberghs lors de la rencontre entre l'US Ivry Handball et Chartres MHB 28. Le 6 décembre 2014.

Sylvain Astruc, né le 15 mai 1978 à Marseille, est un handballeur français des années 2000-2010 évoluant comme gardien de but.
Après des débuts dans des clubs du sud de la France comme Istres PHB et Aix UC, Astruc signe au HBC Nantes en 2005, promu en D2. Au fil des saisons, l'équipe s'améliore jusqu'à être sacrée championne en 2008 et monter en D1. Mais Astruc n'est pas conservé. Il intègre un club de N1, avant de s'engager avec Cesson Rennes en janvier 2009, avec qui il remporte une seconde ProD2 en deux ans. Mais il ne monte une nouvelle fois pas en LNH, non retenu. Durant l'été 2009, le gardien est recruté par Chartres-Mainvilliers (renommé Chartres MHB 28 plus tard) en Nationale 1, avec qui il monte en ProD2 en 2011. S'imposant et gardant les cages chartrains pendant six saisons, il n'est pas prolongé en 2015, alors qu'il connaît une troisième montée en première division.

## Biographie

### Enfance et débuts
Sylvain Astruc est le fils de deux handballeurs, son père était gardien de but et sa mère pivot. Né dans le 11e arrondissement de Marseille, il est voisin de la famille Cantona.
En juillet 2002, Sylvain Astruc fait partie de la première équipe de France qui participe au Championnat d’Europe de beach handball à Cadix.
À l'été 2005, alors à Aix-en-Provence (D2), et devant l’absence d’ambitions du club provençal, Astruc décide de partir. « Je m’ennuyais et n’adhérais plus au message de l’entraîneur ». Ajaccio (D2) lui fait les yeux doux, mais Nantes et son entraîneur Stéphane Moualek sont plus insistants. Astruc cherche alors aussi à devenir policier.

### Nantes puis Rennes et deux montées en D1 (2005-2009)
À l'été 2005, Sylvain Astruc quitte Aix-en-Provence (D2) pour rejoindre le promu dans la même division, le HBC Nantes.
Astruc fait partie de l'équipe de France de police jusqu'en 2008, où il demande sa mise en disposition du fait de la professionnalisation du handball français.
En mars 2007, Sylvain Astruc prolonge son contrat aux Nantes de deux ans, jusqu'en 2009. Il reste alors sur une moyenne de presque 50 % lors des six derniers matches et son équipe possède 4 points d'avance sur le premier relégable.
À la fin de la saison 2007-2008, Sylvain Astruc et ses partenaires son champion et montent en Division 1. Quelques semaines, plus tard, celui qui dispute l'intégralité des matches de la saison se retrouve sans club. « Les dirigeants avaient décidé d'embaucher un autre gardien, explique-t-il. Le problème, c'est que j'avais encore un an de contrat et qu'ils ont voulu me faire partir sans rien ». Après plusieurs négociations, il finit par récupérer une partie de son dû.
Il décide de mettre sa carrière entre parenthèses. Ou plutôt de favoriser celle de sa compagne, Darinka Stefanovic, également handballeuse pro, qui s'engage avec l'Arvor 29 à Brest. Très vite, Sylvain Astruc est contacté par les dirigeants de Morlaix, club de Nationale 2. « J'ai repris avec une vision différente car jusque-là, pour moi, le hand était un métier. Là, j'ai travaillé dans une déchetterie, et j'ai pu constater que l'on pouvait simplement jouer au hand par passion. Franchement, aujourd'hui, cela me permet de relativiser les choses ».
En décembre 2008, lorsque David Christmann, l'entraîneur cessonnais contacte Sylvain Astruc, le gardien de but n'hésite pas longtemps. En janvier 2009, il quitte Morlaix-Plougonven Handball (N2), qui l'a recruté en début de saison, pour s'engager avec Cesson-Sévigné (D2). Son arrivée oblige Rémy Gervelas à hausser son niveau de jeu. L’OC Cesson dispose alors d’une paire de gardien digne d’un prétendant à la montée. Pour son premier match, le 30 janvier, face à Billère au Palais des Sports, il écœure les tireurs adverses (18 arrêts/29 tirs) et l’OC Cesson étrille Billère (25-13), coleader à ce moment. Les Bretons enchaînent quatorze matchs sans défaite, remportent le championnat et la promotion en D1. Astruc remporte pour la seconde fois en deux ans la ProD2.

### Six saisons à Chartres de N1 à D1 (2009-2015)
Durant l'été 2009, Astruc arrive au Chartres MHB 28, en Nationale 1. Il accompagne la montée en puissance de l'équipe qui est promue en ProD2 en 2011. Il est de plus élu meilleur gardien de la poule 1.
En 2013-2014, il est le seul semi-pro, avec Thibaut Karsenty, parmi les éléments régulièrement alignés. Alors que l'arrivée de l'international bosnien Nebojša Grahovac aurait logiquement dû réduire sa présence sur le terrain, le portier originaire de Marseille parvient à tirer son épingle du jeu. En ce moment, il joue autant que son binôme. Et, en mars, présente même des stats légèrement supérieures depuis le début de saison (34,4 % d'arrêts contre 32,1 %). « "Nebo" fait la première partie du travail et Sylvain agit comme une deuxième lame, indique Pascal Mahé, satisfait du comportement de l'ancien nantais. Il sait qu'il est le n°2, mais à chaque fois qu'il en a l'occasion, il répond présent, poursuit le coach chartrain. Il est là où je l'attends, il fait plus que son travail. Et puis Sylvain est un vrai bon mec, important dans la vie du groupe. C'est un cadeau pour un collectif ». En plus de son activité de joueur, il cumule un mi-temps au Bureau Information Jeunesse de la ville de Chartres. « Ça me permet de m'aérer la tête, de voir d'autres personnes et de ne pas me focaliser à 100 % sur le hand, explique-t-il. Alors certes, parfois, je suis un peu crevé, mais j'ai trouvé un bon équilibre ». En fin de saison, Astruc est 10e au classement en pourcentage d'arrêts, avec une moyenne à 33,8 % (113 arrêts sur 334).
En fin de contrat à Chartres, Sylvain Astruc quitte Chartres au terme de la saison 2014-2015, sur une montée en LNH. Il n'est pas conservé au sein de l’effectif de Pascal Mahé. « Le portier est donc à la recherche d’un nouveau club.Je quitte le club par la force des choses » indique le joueur de 36 ans en mars 2015.

## Palmarès
- Championnat de France de Division 2 (2)
  - Champion : 2008 avec Nantes et 2009 avec Cesson-Rennes
  - Vainqueur des play-off : 2015 avec Chartres

- Nationale 1 (1)
  - Champion : 2011 avec Chartres